# PyQt
PyQt – nakładka na bibliotekę Qt umożliwiająca tworzenie interfejsu graficznego dla programów komputerowych pisanych w języku Python.
Oprócz tworzenia interfejsów graficznych PyQt, tak jak Qt, obsługuje również połączenia z bazami danych, zarządzanie, prostą edycję grafik oraz niektóre operacje systemowe.
Nakładka PyQt jest rozwijana przez brytyjską firmę Riverbank Computing i dystrybuowana na zasadach niezgodnych z zasadami licencjonowania biblioteki Qt (LGPL). Dla projektów Open Source PyQt dystrybuowana jest na zasadach GPL lub komercyjnych dla projektów własnościowych. Pojawiły się jednak pogłoski dające nadzieję na zmianę licencji PyQt na GNU LGPL, co uczyni Python atrakcyjniejszym językiem programowania do tworzenia GUI.
PyQt dostępne jest dla systemów operacyjnych MS Windows, macOS oraz UNIX i GNU/Linux.
Istnieje także wersja dla systemów wbudowanych wykorzystująca bibliotekę Qt/Embedded i wspierająca środowisko Qt Extended.
Brak porozumienia firm Nokia oraz Riverbank Computing w sprawie licencjonowania nakładki PyQt rozpoczął powstanie nowego projektu o nazwie PySide. Projekt posiada kompatybilne API z PyQt oraz, w swym założeniu, dystrybuowany jest na takich samych zasadach jak Qt. Inicjatywa prac nad PySide wyszła od grupy programistów platformy Maemo z firmy Nokia.